# Namacodon schinzianum
Namacodon es un género monotípico de plantas  perteneciente a la familia Campanulaceae. Contiene una única especie: Namacodon schinzianum (Markgr.) Thulin. Es originaria de Namibia hasta Provincia del Cabo en Sudáfrica.

## Hábitat
Se encuentra en las cimas de las montañas pedregosas a (800-2,000 m de altitud). O en las grietas entre las rocas y cantos rodados (Thulin, 1974). 

## Taxonomía
Namacodon schinzianum fue descrita por (Markgr.) Thulin y publicado en Systema Vegetabilium, editio decima sexta 5: 47. 1819.
Sinonimia
- Prismatocarpus schinzianus Markgr., Notizbl. Bot. Gart. Berlin-Dahlem 15: 465 (1941).
- Prismatocarpus junceus Schinz, Mém. Herb. Boissier 20: 35 (1900), nom. illeg.[2]